# Black Out the Sun
Black Out the Sun es el noveno álbum de estudio de la banda de metal alternativo estadounidense Sevendust.

## Grabación
Black Out the Sun marca el primer álbum de la banda en casi tres años. Después de concluir gira en apoyo de su octavo álbum, Cold Day Memory, muchos de los miembros estalló en proyectos paralelos separados a lo largo de 2012. El guitarrista Clint Lowery y el baterista Morgan Rose formaron "Call Me No One" y lanzaron un álbum titulado "Last Parade". Al mismo tiempo, el guitarrista John Connolly y el bajista Vinnie Hornsby pusieron en marcha "Projected" y lanzaron un álbum titulado "Human".

## Listado de canciones
Todas las canciones escritas y compuestas por Sevendust. 
| N.º | Título              | Duración |  |
| 1.  | «Memory»            |          |  |
| 2.  | «Faithless»         |          |  |
| 3.  | «Till Death»        |          |  |
| 4.  | «Mountain»          |          |  |
| 5.  | «Cold As War»       |          |  |
| 6.  | «Black Out The Sun» |          |  |
| 7.  | «Nobody Wants It»   |          |  |
| 8.  | «Dead Roses»        |          |  |
| 9.  | «Decay»             | 3:25     |  |
| 10. | «Dark AM»           |          |  |
| 11. | «Picture Perfect»   |          |  |
| 12. | «Got A Feeling»     |          |  |
| 13. | «Murder Bar»        |          |  |

- Datos: Q4255852